# Alfonso López Trujillo
Alfonso López Trujillo (Villahermosa, Colombia; 8 de noviembre de 1935-Roma, 19 de abril de 2008) fue un cardenal colombiano de la Iglesia católica y presidente desde 1990 hasta su fallecimiento del Pontificio Consejo para la Familia de la Santa Sede.

## Biografía
Nació en Villahermosa, en el departamento de Tolima el 8 de noviembre de 1935 y sus padres fueron Aníbal López y Ester Trujillo. Alumno del Instituto El Carmen de los Hermanos maristas en Bogotá, terminó el bachillerato en el Colegio Gimnasio Boyacá en Bogotá. Inicio estudios de psicología pero los suspendió para entrar al Seminario de Bogotá en 1954. Fue ordenado sacerdote el 13 de noviembre de 1960 por José Gabriel Calderón Contreras, quien había sido el primer obispo de Cartago. Viajó a Roma donde, en la Universidad Pontificia de Santo Tomás de Aquino (Angelicum),[cita requerida] cursó estudios de filosofía hasta obtener el doctorado con una tesis titulada "La concepción del hombre en Marx, el humanismo marxista". Simultáneamente cursó dos años de escolaridad en teología espiritual en el Instituto Internacional Carmelitano. 
De regreso a Bogotá, fue profesor de la Universidad Nacional, en el Instituto de Desarrollo Sacial (IDES) y de la Universidad Pedagogía.[cita requerida] Fue capellán del Colegio Helvecia (1961-1971), párroco de La Epifanía (1968-1971), coordinador de los trabajos de preparación para el XXXIX Congreso Eucarístico Internacional (Bogotá, agosto de 1968) y vicario general de pastoral arquidiocesana (1969-1973).
El 25 de febrero de 1971 fue nombrado obispo titular de Boseta y obispo auxiliar de Bogotá. Fue consagrado por Aníbal Muñoz Duque el 25 de marzo del mismo año. En 1972, López Trujillo fue elegido secretario general del Consejo Episcopal Latinoamericano, puesto que desempeñó hasta 1984. En este cargo ejerció una conocida labor de represión de las opciones pastorales que buscaban el cambio social, incluyendo la Teología de la liberación, considerándolas  como meras reducciones políticas del mensaje evangélico. Se destacó como denunciador de sacerdotes considerados por él como "rebeldes" y "marxistas" y fue clave en el paso atrás que en materia de pastoral social se dio en la Iglesia en la década de 1980. 
El 22 de mayo de 1978 el papa Pablo VI lo nombró arzobispo coadjutor de Medellín, con derecho a sucesión y cuando el 2 de junio de 1979 el arzobispo Tulio Botero Salazar renunció al gobierno pastoral por límite de edad y el papa Juan Pablo II aceptó su dimisión, López Trujillo comenzó su labor como arzobispo titular de la arquidiócesis de Medellín. 
El 2 de febrero de 1983 fue nombrado cardenal presbítero en el segundo consistorio convocado por el papa Juan Pablo II, convirtiéndose en el purpurado más joven de la Iglesia católica en aquellos momentos. Recibió a Juan Pablo II el 5 de julio de 1986 cuando este, en gira pastoral, visitó la capital antioqueña. Durante su periodo al frente de la arquidiócesis creó 78 nuevas parroquias, fueron desmembradas las diócesis de Caldas y Girardota, e instaló la curia en el tercer piso del centro comercial Villanueva, antigua sede del seminario mayor. Ordenó 114 sacerdotes, reorganizó la disciplina del seminario, volvió a ciertas exigencias que se habían acabado, como la de la asistencia a la catedral en comunidad con uniforme, e impulsó la participación en la liturgia y la preparación de las ceremonias. Creó la Casa de formación Juan Pablo II para universitarios y profesionales en camino al sacerdocio ministerial. También inauguró el Seminario Misionero Arquidiocesano “Redemptoris Mater”.  Asimismo, estuvo envuelto en polémicas por manejos económicos (como la construcción de un centro comercial en el lugar donde estaba la curia arquidiocesana) y por persecución a sacerdotes que no comulgaban con él.  Al interior de la Conferencia Episcopal  Colombiana se destacó por ser una figura combativa, y combatida por sus posiciones intransigentes. 
Gobernó la arquidiócesis de Medellín hasta el 9 de enero de 1991.
En 1990 fue nombrado presidente del Pontificio Consejo para la Familia, cargo que ocupó hasta su muerte, en 2008.  
A partir de 1994, el Pontificio Consejo para la Familia, con López Trujillo a la cabeza, se convirtió en el responsable de organizar los Encuentros Mundiales de las Familias.
El 17 de noviembre de 2001 fue elevado a cardenal obispo de Frascati.   
En el cónclave de 2005 era uno de los cardenales considerados papables.
Murió a los 72 años de edad en la Clínica Pío XI de la capital italiana, donde se encontraba hospitalizado desde un mes antes, debido a una insuficiencia respiratoria, aunada a problemas de diabetes. En el momento del fallecimiento, que se produjo alrededor de las 20.30 hora local, se encontraban a su alrededor el cardenal Angelo Sodano, su hermano y un sobrino, así como otros familiares y miembros de la curia romana. Fue enterrado en la cripta de la Iglesia de Sant'Anna dei Palafrenieri. El 15 de mayo de 2017, su cuerpo fue trasladado a Colombia y luego sepultado en la Catedral Metropolitana de Medellín.

### Intervenciones
- Coherencia eucarística de los políticos y legisladores" (7 de octubre de 2005)
- Los 25 años de la III Conferencia generale del Episcopado latinoamericano de Puebla (febrero de 2004)
- Los valores de la familia contra el sexo seguro (1 de diciembre de 2003)
- Conferencia con motivo del XXV aniversario de pontificado de Juan Pablo II (18 de octubre de 2003)
- Clonación: pérdida de la paternidad y negación de la familia (8 de agosto de 2003)